# Lübecker Niederstadtbuch
Das Lübecker Niederstadtbuch ist eine Sammlung von Niederschriften aus dem Bereich der Freiwilligen Gerichtsbarkeit in der Hansestadt Lübeck, die in der Zeit von 1277 bis 1863 durch die städtischen Ratsschreiber oder Notare aufgenommen wurden.
Die Eintragung von Rechtsgeschäften in das Niederstadtbuch erhöhte für die Teilnehmer am Rechtsverkehr die Rechtssicherheit. Insofern wurde von der Möglichkeit von gerade auch der Eintragung zivil- und handelsrechtlicher Verträge intensiv Gebrauch gemacht. Das Niederstadtbuch wurde im Erdgeschoss des Kanzleigebäudes in der Breiten Straße nördlich des Rathauses geführt. Seine 384 handgeschriebenen Bände befinden sich heute im Archiv der Hansestadt Lübeck.
Der Name Niederstadtbuch entstand im Gegensatz zum ebenfalls durch Notare geführten Oberstadtbuch der Stadt, in dem die Grundstücksverträge festgehalten wurden. Das Oberstadtbuch wurde im Gegensatz zum Niederstadtbuch im 1. Stockwerk des Lübecker Rathauses geführt und deckt die Zeit von 1284 bis 1818 ab, danach wurde das Hypothekenamt für die Erfassung aller Verfügungen über Grundstücke im Staat Lübeck zuständig.
Die historische Aufarbeitung der Lübecker Ober- und Niederstadtbücher begann, nachdem diese zunächst als verloren angesehen wurden, mit ihrem Wiederauffinden durch den Rechtshistoriker Carl Wilhelm Pauli im Jahr 1834.
Ähnliche Stadtbücher bestanden auch in anderen Städten. 
Siehe auch: Liste der Ratssekretäre der Hansestadt Lübeck.